# Hay Hendrickx
Hay Hendrickx (Venlo, 29 januari 1949) is een voormalig Nederlands voetballer die tijdens zijn profloopbaan uitsluitend voor FC VVV uitkwam.
Hendrickx maakte in 1972 de overstap van amateurclub Venlosche Boys naar FC VVV waar hij op 3 september 1972 zijn competitiedebuut maakte in een uitwedstrijd bij SC Cambuur, als invaller voor Piet Pala. De optredens van de vleugelaanvaller bij de Venlose eerstedivisionist bleven ook in zijn tweede profseizoen voornamelijk beperkt tot invalbeurten en hij keerde vervolgens terug naar de amateurs. Daar kwam Hendrickx nog uit voor achtereenvolgens SC Irene, RFC Roermond, Venlosche Boys en SV Panningen.

## Clubstatistieken
| Seizoen         | Club            | Competitie      | Competitie | Competitie | Beker | Beker | Playoff | Playoff | Totaal | Totaal |
| Seizoen         | Club            | Competitie      | Wed.       | Dlp.       | Wed.  | Dlp.  | Wed.    | Dlp.    | Wed.   | Dlp.   |
| --------------- | --------------- | --------------- | ---------- | ---------- | ----- | ----- | ------- | ------- | ------ | ------ |
| 1972/73         | FC VVV          | Eerste divisie  | 8          | 1          | 2     | 0     | —       | —       | 10     | 1      |
| 1973/74         | FC VVV          | Eerste divisie  | 8          | 0          | 1     | 0     | —       | —       | 9      | 0      |
| Carrière totaal | Carrière totaal | Carrière totaal | 16         | 1          | 3     | 0     | 0       | 0       | 19     | 1      |